# Marquesado de Dílar

Escudo de Dílar, en la provincia de Granada.

El marquesado de Dílar es un título nobiliario español creado el 15 de noviembre de 1886 por la reina regente María Cristina de Habsburgo y Lorena y concedido, en nombre de Alfonso XIII, a Pablo Díaz y Jiménez, senador del Reino y presidente de la Cámara de Comercio de Granada.
Su denominación hace referencia a la localidad española de Dílar, en la provincia de Granada, donde el primer titular mandó construir un castillo en 1888.

## Marqueses de Dílar
|                           | Titular                   | Periodo                   |
| Creación por Alfonso XIII | Creación por Alfonso XIII | Creación por Alfonso XIII |
| ------------------------- | ------------------------- | ------------------------- |
| I                         | Pablo Díaz Jiménez        | 1886-1914                 |
| II                        | Rafael Díaz y Rogés       | 1914-post. 1970           |
| Título vacante            |                           |                           |

## Historia de los marqueses de Dílar
- Pablo Díaz Jiménez, I marqués de Dílar, gentilhombre de cámara con ejercicio.[1]

Se casó con María Josefa Rogés y Atienza. Le sucedió, en 1914, su hijo:
- Rafael Díaz y Rogés, II marqués de Dílar, gentilhombre de cámara con ejercicio.[1]

Se casó con Josefa García Navarro.